# Rhytidocaulon sheilae
Rhytidocaulon sheilae är en oleanderväxtart som beskrevs av D. V. Field. Rhytidocaulon sheilae ingår i släktet Rhytidocaulon och familjen oleanderväxter. Inga underarter finns listade i Catalogue of Life.